# Хорнанг, Пол
Пол Вернон Хорнанг (23 декабря 1935 — 13 ноября 2020), по прозвищу «Золотой мальчик» – бывший профессиональный игрок в американский футбол, игравший в Национальной Футбольной Лиге за команду «Грин-Бей Пэкерс» с 1957 по 1966 год. Он завоевал с командой 4 титула чемпионов НФЛ и выиграл Супербоул I. Он стал первым профессиональным игроком, выбранным под первым общим номером на драфте НФЛ после завоевания приза Хайсмана. Он награждался призом самому ценному игроку лиги и был включён в Залы Славы Профессионального футбола, студенческого футбола и зал славы команды «Грин-Бей Пэкерс».
Хорнанг был разносторонним игроком, игравшим на позициях хафбека, квотербека и кикера.

## Молодые годы
Хорнанг родился и вырос в Луисвилл, Кентукки. Учился в католической школе Фладжет и занимался футболом, баскетболом и бейсболом. Пол «Медведь» Брайант предложил ему спортивную стипендию в Университете Кентукки, но Хорнанг предпочёл учёбу в Университете Нотр-Дам.

## Карьера в колледже
Первый год в студентах (1954) Хорнанг провёл в запасе позиции фулбека, но на следующий (1955), юниорский, смог показать весь свой талант играя на позициях хафбека и сэйфти. Он закончил сезон с четвёртым показателем в стране, показав результат в 1215 ярдов и 6 тачдаунов. В сезоне 1955 года он заработал два тачдауна и два перехвата, позволив команде Нотр-Дам одержать победу над Военно-морской академией США (Нэви), позже он записал на свой счёт тачдаун и гол с игрыв победе над университетом Айова. Несмотря на поражение от Южной Калифорнии, Хорнанг показал в той игре лучший результат по стране, заработав 354 ярда. Хорнанг получил прозвище «Золотой мальчик», и в 1956 году выиграл приз Хайсмана, который вручают лучшему игроку студенческого футбола. Это единственный случай в истории, когда приз достался представителю команды, завершившей сезон с отрицательным балансом побед и поражений (Нотр-Дам завершили сезон с результатом 2-8)
За многогранность Хорнанга как игрока, который мог пасовать, бежать, блокировать и тэклить, многие называют его лучшим футболистом в истории университета Нотр-Дам. В 1956 году он был лидером команды по выносу, пасу, набранным очкам, возвратам ударов и пантам. В защите он был первым по сбитым пасам и вторым по перехватам и тэклам. Он смеялся, говоря о своём рекорде по возврату начальных ударов: «Мы так много пропускаем, что соперникам постоянно приходится их пробивать»

## Профессиональная карьера
Хорнанг окончил университет Нотр-Дам с дипломом в сфере бизнеса и в 1957 году был выбран под первым общим номером на драфте НФЛ командой «Грин-Бей Пэкерс», с которой он впоследствии выиграл 4 чемпионата НФЛ и Супербоул I.
Хорнанг — единственный игрок в составе «Пэкерс», который не выходил на поле в Лос-Анджелесе во время игры за Супербоул I с «Канзас-Сити Чифс», несмотря на то что был заявлен на игру, виной тому — защемление нерва.
В «Пэкерс» Хорнанг играл на позиции хафбэка, а также в течение нескольких сезонов пробивал голы с игры. В сезонах 1959-61 Хорнанг возглавлял лигу по количеству набранных очков. В течение сезона 1960 года, состоявшего всего из 12 игр, он установил абсолютный рекорд по очкам, набрав 176. Хорнанг также отдал два тачдаун-паса, которые не попали в его итоговую статистику. Этот рекорд продержался до 2006 года, когда раннинбек «Сан-Диего Чарджерс», Ладейниан Томлинсон, набрал 180 очков, заработав 30 тачдаунов к 17 декабря. У Томлинсона оставалось ещё две недели, чтобы улучшить рекорд, но чтобы сравняться с рекордом Хорнанга, установленным за 12 недель, Томлинсону потребовалось на две недели больше.
В 1961 году Хорнанг поставил рекорд по количеству набранных очков (19) в финале чемпионата НФЛ. Этот рекорд продержался 56 лет, пока Джеймс Уайт не набрал 20 очков в Супербоуле LI.
В победном для «Грин-Бей Пэкерс» финале чемпионата НФЛ 1965 года против «Кливленд Браунс» Хорнанг набрал на выносе 105 ярдов. В октябре того же года он установил рекорд по количеству набранных очков за один календарный месяц (77), этот рекорд смог побить только в 2006 году все тот же Томлинсон (78)
В 1961 году Хорнанг был назван самым ценным игроком лиги. Дважды он приглашался в сборную НФЛ и выбирался в Пробоул. Он один из девяти игроков, которые получали приз Хайсмана и были названы самыми ценными игроками НФЛ.
Защемлённый шейный нерв сильно сократил игровое время Хорнанга в 1966 году. Это стало причиной его отсутствия на поле в матче за Супербоул. При расширении НФЛ Хорнанг был выбран на драфте расширения командой «Нью-Орлеан Сэйнтс». Однако он так никогда и не сыграл за «Сэйнтс», поскольку травма шеи заставила его завершить карьеру ещё во время тренировочного сбора. Поклонники «Пэкерс» 1960-х дали паре Тэйлор и Хорнанг прозвище «Гром и Молния».
Хорнангу принадлежат рекорды по количеству игр с набранными 30 и более очками (2) и 25 и более очками (3), по количеству игр за сезон с 13 очками (8 в сезоне 1960). Также на его счету есть и антирекорд, 26 неточных голов с игры за один сезон (1964).